# Municipio de Sterlings
El municipio de Sterlings (en inglés: Sterlings Township) es un municipio ubicado en el  condado de Robeson en el estado estadounidense de Carolina del Norte.

## Geografía
El municipio de Sterlings se encuentra ubicado en las coordenadas 34°24′1.01″N 79°2′13.68″O / 34.4002806, -79.0371333.